# Aeroporto de Monte Dourado
O Aeroporto de Monte Dourado - Serra do Areão (IATA: MEU, ICAO: SBMD) é o aeroporto que atende ao distrito de Monte Dourado, localizado em Almeirim, Pará, Brasil. Está localizado a 12 km do centro de Monte Dourado e 73 km do centro de Almeirim.
Foi originalmente construído como uma instalação de apoio ao Projeto Jari.

## Companhias que já operaram no local
- META - Faliu.
- SETE-Encerrou operação regular, mantendo apenas táxi aéreo.
- AZUL(Conecta) - Em operação desde novembro de 2021